# Glažutnica
Glažútnica (tudi Glažuta) je desni pritok Mislinje iz osrednjega Pohorja. Začenja se v gozdu tik pod visokim barjem z Lovrenškimi jezeri na zahodni strani osrednjega pohorskega slemena. Že v zgornjem delu (na topografski karti 1 : 25.000 se imenuje Bradačev potok) dobiva z obeh strani številne majhne pritoke, niže tudi malo daljše iz globoko zajedenih gozdnatih grap (Šiklarski potok, Jezerski potok, Skrlovški potok). Potok teče po značilni, globoko zarezani in ozki grapi s strmimi pobočji (po pohorsko globača), zavije proti jugu in se pri domačiji Pestotnik izliva v Mislinjo.
Na državnih topografskih kartah v merilu 1 : 25.000 in 1 : 50.000 se potok imenuje Glažuta, vendar je v lokalnem okolju bolj v uporabi ime Glažutnica. To je tudi jezikovno ustreznejše, saj potok priteka v glavno dolino od (nekdanje) glažute.
Zgornji del porečja je v magmatskih kamninah osrednjega Pohorja (granodiorit ali tonalit), v spodnjem delu teče po metamorfnih kamninah, predvsem blestniku. Iz teh kamnin je tudi debel nezaobljen prod v strugi potoka.
V dolini je na lokaciji Stara glažuta ob koncu 18. in v prvi polovici 19. st. delovala velika tovarna stekla (glažuta), po kateri je potok tudi dobil ime.